# 天津比租界
天津比租界是近代中国唯一的一个比利时租界，也是天津的九国租界之一，但是如今在天津已经见不到任何比利时租界建筑的痕迹，甚至有很多天津本地人并不知道天津曾经有个比利时租界。

## 设立
1900年八国联军入侵天津、北京时，比利时王國并没有派兵参战，但是在11月17日，比利时驻天津领事梅禄德向天津领事团宣布，他奉比利时欽差駐紮中華及暹羅便宜行事全權大臣姚士登（Maurice Joostens）之命，占领海河东岸俄国占领区以下长1公里的地段，比利時租界原本應劃歸俄羅斯租界，但比利時向俄羅斯表示會在該界建工廠，俄羅斯最終妥協。1902年2月6日，清政府天津道台张莲芬与比利时驻天津代理领事嘎德斯（Henri Ketels）签定《天津比国租界合同》。位置在俄租界以南，海河与大直沽村之间，直到小孙庄，面积740亩。同时，还规定，如果日后比租界商务兴旺，可以开辟由比租界到京山铁路的通道，作为比租界的预备租界，这片土地不得卖与别国。

## 发展

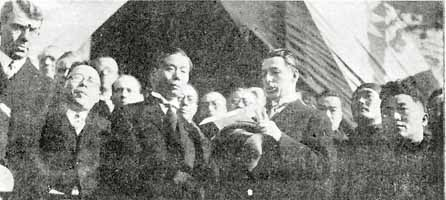
1931年，南京国民政府外交部次长凌冰等五人与比利时驻华公使葛来姆男爵举行交接典礼
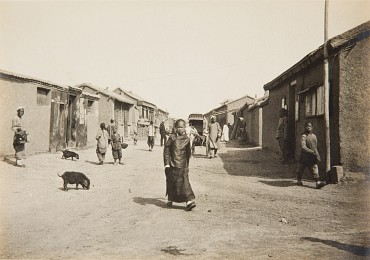
比利時租界的主街道
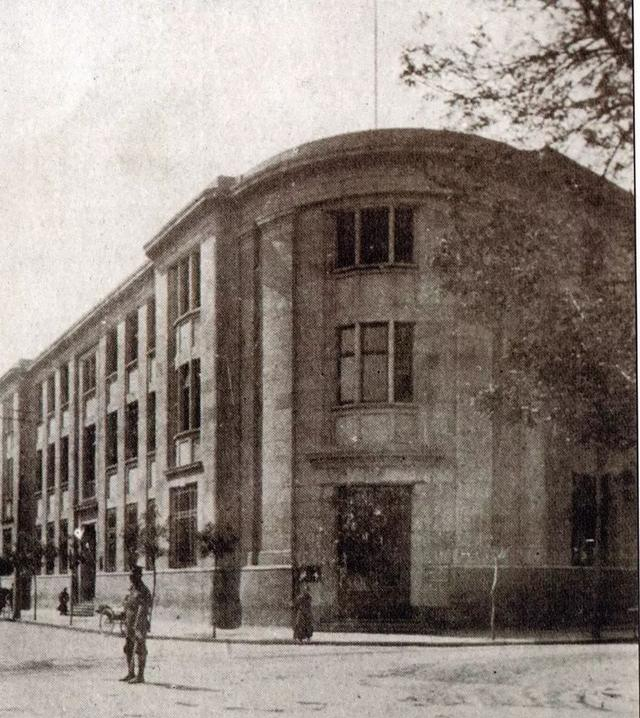
比利时天津领事馆

天津比租界地处偏僻，从开辟直到交还中国，始终未能进行开发，就連比利時領事的工作地點其實是位於天津英租界內。虽然比利时商人在天津开设有不少工商企业，包括世昌洋行（电车、电灯）、华比银行等，但是均未在该租界进行投资。后来仅有英国和记洋行在界内租地180亩，开办了蛋厂。因而该租界的收入极为有限，仅能维持日常开支，唯一的一项市政工程（沿河马路）所花费的8万两白银也必须依靠举债。天津比租界属于各国在华租界中极不发达的一类。

## 收回
由于天津比租界面临财政危机，1927年1月17日，比利时驻华公使洛恩宣布，比利时愿意将天津比租界交还中国，以示友好。1929年8月31日，中比两国签订了交还天津比租界的约章，规定该租界的行政管理权，以及所有租界公产，移交中国政府；而比租界工部局所负的9万3千两白银（包括利息）由中国政府偿还。1931年1月15日，正式举行交接典礼，天津比租界改为天津特别行政区第四区（特四区）。

## 现状
天津比租界所在区域位于今河东区境内。租界遗存有比利时租界工部局和英国和记蛋厂等。